# Крісто Стейн
Крісто Стейн (англ. Christo Steyn; нар. 1 травня 1961) — колишній південноафриканський тенісист.
Найвищу одиночну позицію світового рейтингу — 42 місце досяг 18 серпня 1986, парну — 23 місце — 9 березня 1987 року.
Здобув 2 парні титули.
Найвищим досягненням на турнірах Великого шолома було 4 коло в одиночному розряді.

## Фінали за кар'єру

### Парний розряд (2 перемоги)
| Результат | W/L | Дата     | Турнір                  | Покриття  | Партнер          | Суперники                           | Рахунок         |
| --------- | --- | -------- | ----------------------- | --------- | ---------------- | ----------------------------------- | --------------- |
| Поразка   | 0–1 | Лют 1986 | Toronto Indoor, Канада  | Килим (i) | Дані Віссер      | Войцех Фібак Йоакім Нюстром         | 3–6, 6–7        |
| Перемога  | 1–1 | Бер 1986 | Мілан, Італія           | Килим (i) | Колін Даудесвелл | Браян Левін Лорі Вордер             | 6–3, 4–6, 6–1   |
| Поразка   | 1–2 | Кві 1986 | WCT Атланта, США        | Килим (i) | Дані Віссер      | Енді Колберг Роберт Вант Гоф        | 2–6, 3–6        |
| Перемога  | 2–2 | Чер 1986 | Bristol Open, Англія    | Трава     | Дані Віссер      | Марк Едмондсон Веллі Месур          | 6–7, 7–6, 12–10 |
| Поразка   | 2–3 | Сер 1986 | Мастерс Цинциннаті, США | Тверде    | Дані Віссер      | Марк Кратцманн Кім Ворвік           | 3–6, 4–6        |
| Поразка   | 2–4 | Жов 1986 | Тель-Авів, Ізраїль      | Тверде    | Дані Віссер      | Джон Леттс Петер Лундгрен           | 3–6, 6–3, 3–6   |
| Поразка   | 2–5 | Січ 1987 | Філадельфія, США        | Килим (i) | Дані Віссер      | Серхіо Касаль Еміліо Санчес Вікаріо | 6–3, 1–6, 6–7   |